# 19367 Pink Floyd
19367 Pink Floyd este o planetă minoră (asteroid), cu un diametru de 6,652 km, din centura de asteroizi. A fost descoperită pe 3 decembrie 1997 la observatoire de la Côte d'Azur⁠(d) de OCA-DLR Asteroid Survey⁠(d) și a fost numită după Pink Floyd. 
Obiectul prezintă o orbită caracterizată de o semiaxă mare de 2,4464961 UAi, o excentricitate de 0,165, o înclinație de 3,684 ° în raport cu ecliptica.